# Luisito Domínguez
Luis Domínguez, más conocido como Luisito (Salto de las Rosas, años cincuenta - Mendoza, 23 de diciembre de 2008) fue un actor y humorista argentino.
Se mudó desde su provincia natal a Buenos Aires, donde se destacó por sus trabajos en los programas humorísticos televisivos No hay 2 sin 3, Showmatch y Sin codificar.
Domínguez padecía enanismo y era conocido en el medio como «El enano de Pablo y Pachu», dado sus recurrentes trabajos con ellos.

## Participaciones en televisión
- Videomatch (Telefe).
- No hay 2 sin 3 (Canal 9).
- Fuera de foco (América).
- Lo mejor y lo peor: Pablo y Pachu (América).
- Sin codificar (América).
- Hiperhumor (canal 9)